# Margraten
Margraten (anhörenⓘ) ist eine ehemalige Gemeinde in der niederländischen Provinz Limburg. Zum 1. Januar 2011 wurden Margraten und Eijsden zur Gemeinde Eijsden-Margraten zusammengeschlossen. Der gleichnamige Ort zählte am 1. Januar 2024 rund 4.305 Einwohner.

## Ortsteile
- Banholt
- Bemelen
- Cadier en Keer
- Eckelrade
- Margraten (Sitz der Gemeindeverwaltung)
- Mheer
- Noorbeek
- Scheulder
- Sint Geertruid

Zudem gibt es noch 13 kleinere inoffizielle Ortsteile.

## Lage und Wirtschaft
Margraten liegt im äußersten Süden von Limburg. Es grenzt im Westen an die Stadt Maastricht, im Norden an
Valkenburg aan de Geul, im Osten an Gulpen-Wittem, im Süden an Voeren in Belgien und im Süd-Westen an Eijsden.
Die Landstraßen Maastricht-Valkenburg und Maastricht−Vaals−Aachen (N278) verlaufen durch diese Gemeinde.
Landwirtschaft, Obstbau, Obstbaumzucht und Tourismus sind die Haupterwerbszweige in der Gemeinde. Überregionalen Ruf genießt die Manufaktur Hub van Laar.

## Geschichte
Bereits um 3150 v. Chr. wurde hier in einer Grube Feuerstein gewonnen. Die Region an der Heerstraße Maastricht−Aachen war in römischer Zeit von Bauern besiedelt. Die meisten Dörfer, die es hier heute gibt, entstanden im Mittelalter. Ein Teil dieses Gebietes wurde 1075 von einem Kölner Kloster erworben. Der Urkunde nach hieß dieses Kloster Sancta Maria ad gradus. Daher stammt der Name Margraten. Die Gemeinde gehört erst seit 1839 zu den Niederlanden.

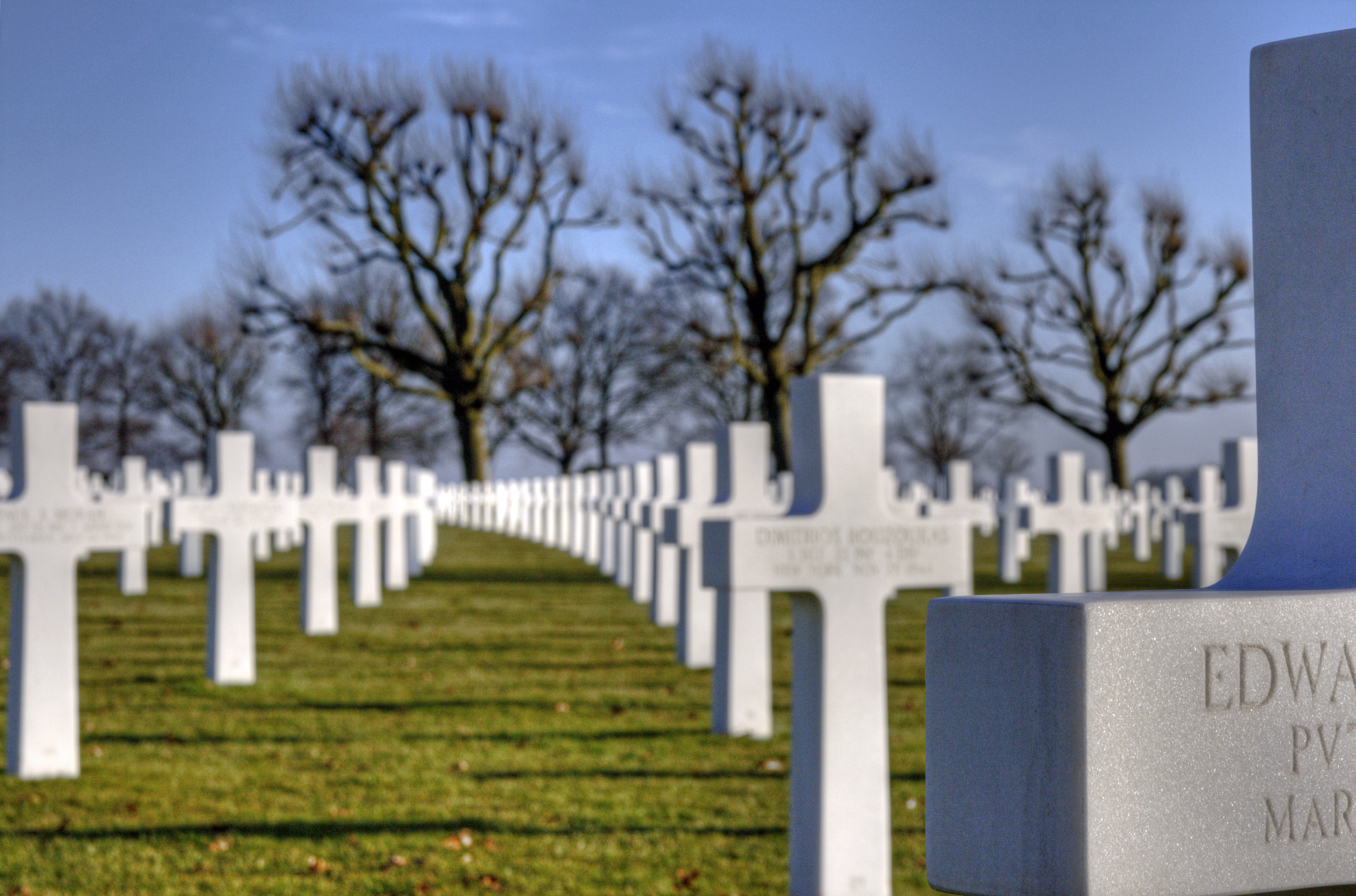
US-Ehrenfriedhof

Im Zweiten Weltkrieg war Margraten eine der ersten Gemeinden der Niederlande, die von den Alliierten befreit wurden: Am 13. September 1944 eroberte es die amerikanische 1. Armee. Am 10. November 1944 wurde ein Teil der Gemeinde als einziger Ehrenfriedhof der Streitkräfte der USA in den Niederlanden ausgewiesen. Zurzeit liegen die sterblichen Überreste von etwa 8.800 Gefallenen auf der 26 Hektar großen Anlage. 2005 hat der damalige Präsident der Vereinigten Staaten, George W. Bush, den Ehrenfriedhof besucht.

## Sehenswürdigkeiten
- Netherlands American Cemetery and Memorial
- In Cadier en Keer befindet sich in einem ehemaligen Kloster ein ethnographisches Museum über Westafrika. Es heißt Afrika Centrum und zeigt viele Ahnenbilder und andere Kunstgegenstände aus der westlichen Hälfte von Afrika südlich der Sahara.
- Das sehr malerisch gelegene Touristendorf Noorbeek.
- Die Obstbaumblüte im April.
- Der kleine Wald „Savelsbos“ mit einer besonderen Pflanzenwelt und den Überbleibseln der vorgeschichtlichen Feuersteingrube.
- Die hügelige, abwechslungsreiche Landschaft zieht viele Touristen an, darunter auch viele Radsportinteressierte. Das jährliche Radprofi-Straßenrennen Amstel Gold Race führt durch die Gemeinde.
- Viele Dörfer haben restaurierte alte Kirchen, Kapellen und Wegkreuze.

## Politik

### Sitzverteilung im Gemeinderat
Bis zur Auflösung der Gemeinde ergab sich seit 1981 folgende Sitzverteilung:
| Partei                              | Sitze  | Sitze | Sitze | Sitze | Sitze | Sitze | Sitze |
| Partei                              | 1981 a | 1986  | 1990  | 1994  | 1998  | 2002  | 2006  |
| ----------------------------------- | ------ | ----- | ----- | ----- | ----- | ----- | ----- |
| CDA                                 | 4      | 6     | 6     | 5     | 6     | 6     | 6     |
| Samenwerkingsverband Margraten      | 2      | 1     | 3     | 4     | 3     | 4     | 5     |
| VVD                                 | 2      | 3     | 2     | 2     | 2     | 2     | 3     |
| Fractie Gemeenschapsbelangen b      | 1      | 2     | 1     | 1     | 2     | 1     | 1     |
| PvdA                                | 1      | 2     | 2     | 1     | 2     | 2     | —     |
| D66                                 | —      | —     | —     | 1     | 2     | 2     | —     |
| GroenLinks                          | —      | —     | —     | —     | 2     | 2     | —     |
| Lokale Democraten                   | —      | —     | 1     | 1     | —     | —     | —     |
| Lijst Habets c                      | 2      | 1     | —     | —     | —     | —     | —     |
| Lijst Franssen                      | 0      | 0     | —     | —     | —     | —     | —     |
| Dorpsbelangen Banholt Mheer e.o.    | 1      | —     | —     | —     | —     | —     | —     |
| Voor Uw Belangen van ons Heuvelland | 1      | —     | —     | —     | —     | —     | —     |
| Lijst Blezer                        | 1      | —     | —     | —     | —     | —     | —     |
| Lijst Wyers                         | 0      | —     | —     | —     | —     | —     | —     |
| Lijst Vroemen                       | 0      | —     | —     | —     | —     | —     | —     |
| Lijst Brouwers/Schreurs             | 0      | —     | —     | —     | —     | —     | —     |
| Gesamt                              | 15     | 15    | 15    | 15    | 15    | 15    | 15    |